# Совок (сленг)
Сово́к (похідне від рос. «Советский Союз») — пейоративний термін, що визначає людину з певними психологічними та суспільними установками, яка оцінює інших людей, явища та навколишній світ, користуючись незмінною системою міфів, принесеною із Радянського Союзу. У побуті терміном «совок» користуються як словом, що має зневажливий або, навіть, презирливий відтінок.
Термін «совок» має таке ж значення що й термін «homo sovieticus», але термін homo sovieticus використовується більше в науковій літературі, в той час як термін "совок" більше використовується в побуті у розмовній мові.

## Визначення
Терміну совок дуже важко дати одне, всеохоплююче визначення, оскільки у цей термін люди зазвичай вкладають надзвичайно багато значень. Для прикладу, Віктор Зінченко сказав що 
«[Совок це] людина з рабською психологією і радянськими цінностями».

В свою чергу, Олесь Ульяненко свого часу висловився про совок дуже «загально», і, в принципі, ототожнив його з просто поганою людиною:
« «Совок» — це людина, що похмеляється тричі на день, не дотримується слова, не цінує себе й інших і абсолютно не розуміє, для чого живе. У той час як людина культури поважає себе й інших і прагне жити так, щоб принести в цей світ якомога менше зла. От Висоцький для мене — це типовий «совок», хоча й талановита особистість, а, наприклад, Галич — людина культури. Я б не сказав, що «совок» — лише породження радянського способу життя. В Америці теж є «совки», лише вони там інакше звуться. А якщо брати по великому рахунку, то всі ми «совки», оскільки в більшості випадків помічаємо лише те, що може принести вигоду, і дуже часто спокушаємося на чужому горбі до раю заїхати».

На думку Романа Чайки «совок»:
Це людина, котра оцінює інших людей, явища та оточуючий світ, користуючись незмінною системою міфів, принесеною із Радянського Союзу. Вона вірить у ці міфи, як у релігійну доктрину. «Совок» має заповіді, але не Божі, а радянські, і з їх допомогою вимірює все навколо себе. «Совок», навіть коли має у руках історичну чи документальну правду у вигляді фактів, все одно буде їх заперечувати, вважаючи, що його усталені міфи вищі за правду життя.

Взагалі ж «совок» від homo sapiens візуально нічим не відрізняється. Доки не почне говорити або ж діяти. І тоді виявляється, що все наше керівництво — «совки». <…>
…у чому реальна проблема таких ось голосувань, як останні вибори у Росії. Це «совковий» неусвідомлений страх зробити вибір і нести за нього свідому відповідальність. «Совок» взагалі будь-який свідомий вибір робить лише у супермаркеті. Маючи у руках кілька зайвих гривень, він вибере кращу ковбасу. Тобто ковбасу він обирає свідомо, а владу — ніколи.
Соціальний психолог, український письменник Олег Покальчук в інтерв'ю «Радіо Свобода» 8 грудня 2011 року на запитання «Чим характеризується взагалі так звана радянська психологія? „Совок“ — що це таке?» — відповів наступним чином:
«Совок» — це свобода в обмін на харчі. І це не тільки «совок». Це, в принципі, тоталітарний режим будь-який.
До чого завідувач кафедри політології Києво-Могилянської Академії Олександр Дем'янчук додав:
Згоден на 100%. Але справа в тому, що з тих часів і політичний режим, і економічний режим у нас в Україні практично не змінилися. … Я думаю, що пан Олег зі мною погодиться, що Майдан 2004 року і податковий Майдан 2010 року показали, що ми вже інші. І головна відмінність від того «совка» у тому, що в багатьох із нас з'явилася приватна власність, те, чого в СРСР не було, те, чого не було в «совка». Власне, якщо ми маємо приватну власність, ми маємо що захищати, за що стояти. Тому я думаю, з «совком» поступово не те що покінчено, але значною мірою «совок» ослаб за останніх 15 років..
На запитання «Наскільки радянська психологія є гальмом на шляху модернізації України?» були отримані такі відповіді:

Олег Покальчук:
Радянська психологія є дуже зручним інструментом для маніпуляції, оскільки це та зачіпка, з допомогою якої сучасні політики, які вдають з себе дуже прогресивних і демократичних, у дуже цинічний спосіб використовують людські маси для задоволення своїх поточних політичних цілей.
Олександр Дем'янчук:
Згоден з цим. І лише хочу додати, що політична еліта залишилася у тому, в радянському, так би мовити, психологічному стані, в стані і політичному, і в стані економічному. Тобто, зміни відбулися, радше, в людях, аніж у політичній еліті.
Юрій Саєнко, доктор економічних наук, завідувач відділу соціальної експертизи Інституту соціології НАН України, віддає перевагу поняттю «радянський раб», замість «совок». Він вважає його індивідуумом, вихованим системою тотального рабства, де його диктату підлягали і прості громадяни («раби») і еліта («феодали»). Як ті, так і інші були обібрані системою, як ті, так і інші щохвилини могли бути покарані. Внаслідок цього сформувалася особлива, невикорінена донині психологія: намагатися побільше і якомога швидше вхопити добра, скільки охопити руками можна. Настільки безсовісно поводить себе лише хронічно залякана людина. Саме страх породжує вседозволеність. Врахуйте ще й те, що радянський громадянин жив у безальтернативному, уніфікованому, як колгосп, суспільстві. Цю несприйнятливість різноманітності моделей, форм поведінки, поліваріантності рішень наше суспільство успадкувало, як, до речі, і інтелектуальну полохливість. У класичному рабовласницькому суспільстві, окрім принижених паріїв, усе ж таки існувала еліта, що продукувала сміливу філософську думку, наукові винаходи, культурні шедеври. «Совок» же, «радянський раб» живе у культурному вакуумі. Він не відає традицій, він — вічний «тимчасовий виконавець» (рос. «временщик»). У цьому його трагедія. Але, одночасно, залишаючись «совками», ми в Україні постійно маємо небезпеку реальної реставрації тієї системи, від котрої продовжуємо бути психологічно залежними. І не треба за це звинувачувати людей, уражених «совковою» хворобою. Адже їм за роки незалежності, по суті, так і не була запропонована нова модель життя. Пам'ять «совка» тому ще й досі звернена до минулого, що його ще й досі не лише ніхто не переконав, але й не подав прикладу того, як можна бути вільним.
Михайло Слабошпицький, український прозаїк, критик, літературознавець, публіцист вважає типовим «совком» індивідуума, джерелом душевних сил і покликанням якого є створення образа ворога і боротьба з ним. Визначальні риси «совка» — нетерпимість, агресія та надзвичайна нав'язливість. Йому до всього є діло: чи не піддають дискримінації негрів у Америці, чи справедливі санкції щодо Саддама Хусейна, чи не обмежують права російськомовного населення у Прибалтиці. Коротко кажучи, це божевільна інтервенція повсюди, котра частіше усього супроводжується абсолютним нехлюйством у власному домі. Типовий «совок» — максималіст. У Радянському Союзі це вважалось за неабияку чесноту, хоча користь суспільству від максималістів із їх революційним пафосом, що межував з ідіотизмом, була вельми сумнівною. Якщо поглянути на наші реалії, то, на мою думку, концентрованим проявом «совковості» в Україні є Верховна Рада. Це демонструють не лише властиві депутатам специфічні форми поведінки — грубість, невміння дослухатись опонента, популістська риторика, але й — ширше — манера провадити політику. Тому що «совок» — не просто максималіст, котрий все на світі хоче переробити за абстрактними схемами, — він при цьому ще й торгується. Адже ж немає на світі нічого невдячнішого ніж переконання «совка».
Сергій Маслобойщиков, український графік, режисер театру і кіно, гадає, що головна ознака «совка» — тотальне презирство до індивідуального, яке виявляється не лише в його хамстві по відношенню до оточуючих, а й у найповнішій байдужості до свого внутрішнього світу. По суті, це людина без душевних секретів, без схованок. У неї все назовні, все відкрите, все явне. Тому дії, вчинки, реакції такого індивіда дуже легко спрогнозувати, прорахувати. Деякою мірою, «совок» — ідеальний матеріал для будь-яких ідеологічних маніпуляцій. Через свою одномірність і прогнозованість він дуже симпатичний владі, бо такою людиною легко керувати. «Совковість», між іншим, — не локальна психологічна інфекція на території колишнього Радянського Союзу. Наприклад, такий тип свідомості дуже характерний для сучасної Америки.

## Використання терміна «Совок» у мистецтві
У поезії
- Український письменник Борис Ревчун написав вірша з назвою "Совок":

Щоб довести совковий мозок до пуття,

Ретельна треба чистка і миття,
 
Бо мотлоху там всякого навалом –
 
Совок не може жити без сміття. 